# Ophiopsammus maculata
Ophiopsammus maculata är en ormstjärneart som först beskrevs av Addison Emery Verrill 1869.  Ophiopsammus maculata ingår i släktet Ophiopsammus och familjen Ophiodermatidae. Inga underarter finns listade i Catalogue of Life.